# Clifford, marele câine roșu (serial)
Clifford, marele câine roșu (cu titlul original în engleză: Clifford the Big Red Dog) este un serial de animație bazat pe cartea pentru copii cu același nume a lui Norman Bridwell. Produs de Scholastic Productions, a fost difuzat original pe PBS Kids începând cu 4 septembrie 2000 până pe 25 februarie 2003. Totuși, serialul încă mai este redifuzat pe majoritatea stațiilor PBS.
În România, serialul a fost difuzat pe Minimax.
Clifford era un animal al străzii, și a fost ales de o fetiță pe nume Emily Elizabeth Howard să-i fie cadou pentru ziua de naștere. Nimeni nu se aștepta ca Clifford să crească, dar dragostea lui Emily Elizabeth pentru micuțul câine roșu l-a schimbat radical pe acesta. Nu după mult timp, avea peste 7,6 m înălțime, ceea ce a determinat familia Howard să părăsească orașul și să se mute într-un spațiu întins de pe insulele Birdwell.
Clifford, marele câine roșu a fost unul dintre numeroasele seriale PBS Kids create cu scopul de a-i învăța pe copii lecții de viață importante. Două povești de 15 minute formează fiecare episod al serialului. Deobicei, una dintre povești îi are ca protagoniști pe Clifford și pe prietenii săi canini, T-Bone și Cleo; cealaltă poveste se concentrează pe viața lui Emily și a prietenilor ei. Un principiu a fost păstrat cu strictețe: cânii vorbeau doar când oamenii nu erau de față; altfel, lătrau.